# 西紀寛
西 紀寛（にし のりひろ、1980年5月9日 - ）は、大阪府高槻市出身の元サッカー選手。ポジションはフォワード、ミッドフィールダー。元日本代表。
元サッカー選手の西望実は実弟である。

## 来歴
本人によればサッカーを始めたのは保育園時代。中学校までは地元でプレーしていたが、高校は地元を離れて船橋市立船橋高等学校に入学し、サッカー部で活躍。サッカー部の同期に松田正俊がいる。他にも岩佐潤(バスケットボール部)・高橋美佳子(吹奏楽部)・佐藤章晶(硬式野球部)がいる。高校3年次の1998年にはインターハイを制するが、同年の全国高等学校サッカー選手権大会は千葉県予選で玉田圭司を擁した習志野高校に敗れ、出場はならなかった。
当時は横浜フリューゲルスの強化指定選手でサテライトの試合にも出場。入団も内定していたが、同クラブが消滅したため、オファーのあったジュビロ磐田に入団することとなる。元々はフォワードや1.5列目の選手である。
磐田では、名波浩の移籍や中山雅史らの負傷者のために戦力不足に陥った1999年第2ステージから本格的に起用されはじめ、翌2000年に就任したハジェヴスキー監督から、その攻撃力とドリブルを評価されて右サイドに抜擢された。2002年には戦術的理由から一時レギュラーを外され、移籍志願をしたこともあったが翻意した。
トルシエ監督が率いるU-23代表ではアジア予選や親善試合でもほとんど出番がなかったが、シドニー五輪本大会では登録人数が少ない影響で、FWと右サイドの両方の控えとなり得る事からメンバー入りする。しかしフィールドプレイヤーの中では唯一出番はなかった。
またジーコが代表監督に就任したあとも度々召集され、優勝した2004年アジアカップにもメンバーとして帯同、より攻撃的な右サイドバックとしてバーレーン戦に途中出場するなど少ないながらもピッチに立った。
2004年以降は負傷に見舞われて出場機会も少なく、2005年以降は右サイドの太田吉彰の台頭で、元来のポジションであるフォワードやトップ下として起用されることも増えた。
2009年、2010年は欠場が少なく、チームに欠かせない選手となっていた。しかし、過去の怪我の影響などで膝の状態が常に良いわけではなく、途中交代が多くなり90分間フルで出場することは少なくなった。それでも2010年のナビスコカップ決勝では、足がつりながらも延長戦を含め120分間攻守にわたって活躍し、優勝に貢献した。
2011年、オフシーズン中の試合形式の練習中にアキレス腱を断裂してしまい、全治6カ月と久々の長期離脱となった。
8月24日、大宮アルディージャ戦で途中出場で復帰。次の清水戦ではスタメン復帰もして、勝利に貢献した。
10月15日、鹿島アントラーズ戦で、250試合出場を達成した。
2012年、13年間在籍した磐田を離れ、東京ヴェルディへ完全移籍した。2013年はチームの副キャプテンに就任した。同年シーズン終了後、契約満了により退団。
2014年、タイ・プレミアリーグのポリス・ユナイテッドFCへ移籍。
2016年より沖縄SVに加入。同年をもって現役を引退した。
2017年、古巣である磐田の普及スタッフに就任。
2018年より東京都4部リーグ三鷹シティFCの総監督に就任。
2024年より古巣・磐田のU18監督に就任。

## 所属クラブ
ユース経歴
- 1987年 - 1992年 日吉台ウイングス (高槻市立安岡寺小学校)
- 1993年 - 1995年 高槻市立芝谷中学校
- 1996年 - 1998年 船橋市立船橋高等学校
  - 1998年 横浜フリューゲルス (強化指定選手)

プロ経歴
- 1999年 - 2011年  ジュビロ磐田
- 2012年 - 2013年  東京ヴェルディ1969
- 2014年 ポリス・ユナイテッドFC
- 2016年  沖縄SV

## 個人成績
| 国内大会個人成績 | 国内大会個人成績 | 国内大会個人成績 | 国内大会個人成績 | 国内大会個人成績                                 | 国内大会個人成績          | 国内大会個人成績 | 国内大会個人成績 | 国内大会個人成績 | 国内大会個人成績 | 国内大会個人成績 | 国内大会個人成績 |
| 年度             | クラブ           | 背番号           | リーグ           | リーグ戦                                         | リーグ戦                  | リーグ杯         | リーグ杯         | オープン杯       | オープン杯       | 期間通算         | 期間通算         |
| 年度             | クラブ           | 背番号           | リーグ           | 出場                                             | 得点                      | 出場             | 得点             | 出場             | 得点             | 出場             | 得点             |
| 日本             | 日本             | 日本             | 日本             | リーグ戦                                         | リーグ戦                  | リーグ杯         | リーグ杯         | 天皇杯           | 天皇杯           | 期間通算         | 期間通算         |
| ---------------- | ---------------- | ---------------- | ---------------- | ------------------------------------------------ | ------------------------- | ---------------- | ---------------- | ---------------- | ---------------- | ---------------- | ---------------- |
| 1999             | 磐田             | 26               | J1               | 13                                               | 4                         | 1                | 0                | 3                | 0                | 17               | 4                |
| 2000             | 磐田             | 26               | J1               | 19                                               | 3                         | 0                | 0                | 3                | 0                | 22               | 3                |
| 2001             | 磐田             | 11               | J1               | 22                                               | 2                         | 7                | 0                | 2                | 1                | 31               | 3                |
| 2002             | 磐田             | 11               | J1               | 26                                               | 4                         | 7                | 1                | 3                | 0                | 36               | 5                |
| 2003             | 磐田             | 11               | J1               | 24                                               | 1                         | 8                | 0                | 5                | 1                | 37               | 2                |
| 2004             | 磐田             | 11               | J1               | 17                                               | 4                         | 0                | 0                | 4                | 2                | 21               | 6                |
| 2005             | 磐田             | 11               | J1               | 19                                               | 3                         | 0                | 0                | 1                | 2                | 20               | 5                |
| 2006             | 磐田             | 11               | J1               | 16                                               | 4                         | 5                | 0                | 2                | 1                | 23               | 5                |
| 2007             | 磐田             | 11               | J1               | 17                                               | 2                         | 0                | 0                | 1                | 0                | 18               | 2                |
| 2008             | 磐田             | 11               | J1               | 12                                               | 2                         | 6                | 1                | 2                | 1                | 20               | 4                |
| 2009             | 磐田             | 11               | J1               | 29                                               | 4                         | 4                | 0                | 2                | 0                | 35               | 4                |
| 2010             | 磐田             | 11               | J1               | 31                                               | 3                         | 7                | 1                | 2                | 0                | 40               | 4                |
| 2011             | 磐田             | 11               | J1               | 10                                               | 0                         | 2                | 0                | 0                | 0                | 12               | 0                |
| 2012             | 東京V            | 11               | J2               | 38                                               | 6                         | -                | -                | 1                | 0                | 39               | 6                |
| 2013             | 東京V            | 11               | J2               | 35                                               | 5                         | -                | -                | 2                | 0                | 37               | 5                |
| タイ             | タイ             | タイ             | タイ             | リーグ戦                                         | リーグ戦                  | リーグ杯         | リーグ杯         | FA杯             | FA杯             | 期間通算         | 期間通算         |
| 2014             | ポリス・U        | 33               | プレミア         | 17                                               | 2                         |                  |                  |                  |                  |                  |                  |
| 2016             | 沖縄SV           | 11               | 沖縄県3部        |                                                  |                           | -                | -                | -                | -                |                  |                  |
| 通算             | 日本             | 日本             | J1               | 255                                              | 36                        | 47               | 3                | 30               | 8                | 332              | 47               |
| 通算             | 日本             | 日本             | J2               | 73                                               | 11                        | -                | -                | 3                | 0                | 76               | 11               |
| 通算             | 日本             | 日本             | 沖縄県3部        | \|\|\|\|colspan="2"\|-\|\|colspan="2"\|-\|\|\|\| |                           |                  |                  |                  |                  |                  |                  |
| 通算             | タイ             | タイ             | プレミア         | 17                                               | 2\|\|\|\|\|\|\|\|\|\|\|\| |                  |                  |                  |                  |                  |                  |
| 総通算           | 総通算           | 総通算           | 総通算           | 328                                              | 47                        | 47               | 3                | 33               | 8                | 408              | 58               |

- 強化指定選手としての公式戦出場はなし

その他の公式戦
- 1999年
  - Jリーグチャンピオンシップ 1試合0得点
- 2000年
  - スーパーカップ 1試合0得点
- 2001年
  - Jリーグチャンピオンシップ 2試合0得点
- 2004年
  - スーパーカップ 1試合0得点

| 国際大会個人成績 | 国際大会個人成績 | 国際大会個人成績 | 国際大会個人成績 | 国際大会個人成績 |
| 年度             | クラブ           | 背番号           | 出場             | 得点             |
| AFC              | AFC              | AFC              | ACL              | ACL              |
| ---------------- | ---------------- | ---------------- | ---------------- | ---------------- |
| 2004             | 磐田             | 11               | 4                | 1                |
| 2005             | 磐田             | 11               | 4                | 1                |
| 通算             | AFC              | AFC              | 8                | 2                |

その他の国際公式戦
- 2003年
  - A3チャンピオンズカップ 3試合0得点
- 1999年2月27日 - プロデビュー(プレシーズンマッチ) - 浦和レッドダイヤモンズ戦 (愛鷹広域公園多目的競技場)
- 1999年4月28日 - 公式戦初出場(アジアクラブ選手権) - アル・アイン戦 (アザディ・スタジアム/イラン)
- 1999年5月29日 - 日本公式戦初出場(Jリーグ) - ジェフユナイテッド市原戦 (市原臨海競技場)
- 1999年8月21日 - プロ初ゴール(Jリーグ) - アビスパ福岡戦 (博多の森球技場)

## 代表歴
- 2004年4月25日 - A代表初出場 （国際親善試合）- ハンガリー戦 (ザラエゲルセグ/ハンガリー)

### 出場大会など
- 2000年 シドニーオリンピック (ベスト8)
- 2004年 アジアカップ2004 (優勝)

### 試合数
- 国際Aマッチ 5試合 0得点(2004)

| 日本代表 | 国際Aマッチ | 国際Aマッチ |
| 年       | 出場        | 得点        |
| -------- | ----------- | ----------- |
| 2004     | 5           | 0           |
| 通算     | 5           | 0           |

### 出場
| No. | 開催日         | 開催都市           | スタジアム         | 対戦相手   | 結果       | 監督   | 大会                   |
| --- | -------------- | ------------------ | ------------------ | ---------- | ---------- | ------ | ---------------------- |
| 1.  | 2004年04月25日 | ザラエジェルツェグ |                    | ハンガリー | ●2-3       | ジーコ | 国際親善試合           |
| 2.  | 2004年04月28日 | プラハ             |                    | チェコ     | ○1-0       | ジーコ | 国際親善試合           |
| 3.  | 2004年07月20日 | 重慶               |                    | オマーン   | ○1-0       | ジーコ | アジアカップ           |
| 4.  | 2004年08月03日 | 済南               |                    | バーレーン | ○4-3(延長) | ジーコ | アジアカップ           |
| 5.  | 2004年12月16日 | 神奈川県           | 横浜国際総合競技場 | ドイツ     | ●0-3       | ジーコ | キリンチャレンジカップ |